# Papallona reina
La papallona reina (Papilio machaon) és una espècie de lepidòpter papilionoïdeu de la família dels papiliònids (Papilionidae) present als Països Catalans. Rep també els noms comuns de macaó, reina de la ruda, i salve regina.

## Distribució
La seva distribució geogràfica és molt àmplia i inclou tota la zona temperada d'Europa, Àsia i l'Amèrica del Nord. Té 37 subespècies.

## Morfologia
És una de les papallones més espectaculars dels Països Catalans.
La papallona reina té franges de colors vius, groc i negre, que fan que també sigui coneguda com a "papallona tigre". Duu també unes taques nebuloses blaves als marges de les ales inferiors i dues taques roges al costat de les "cues". Aquestes prolongacions de les ales són característiques de les papiliònids.

## Història natural
Aquesta papallona és de vol ràpid i es passa el dia anant de camp a camp i de flor en flor. Li agrada xuclar les flors de l'anís i del fonoll, sobre les quals de vegades se la veu amb les ales esteses, reposant al sol. Viu en tres generacions de la primavera a la tardor. És una papallona molt comuna a l'estiu i es troba sovint als jardins.
Les erugues mengen, preferentment, les fulles de les apiàcies, com la pastanaga borda, la pastanaga, l'anet, el fonoll, la xirivia i el comí de prat. També s'alimenten de ruda, una planta de la família de les rutàcies. Tenen un òrgan conegut com a osmeteri, que pot emetre un líquid pudent per espantar els enemics.
Les crisàlides de la papallona reina es fixen a les branques i al tronc dels arbres i els matolls per l'extrem de l'abdomen.

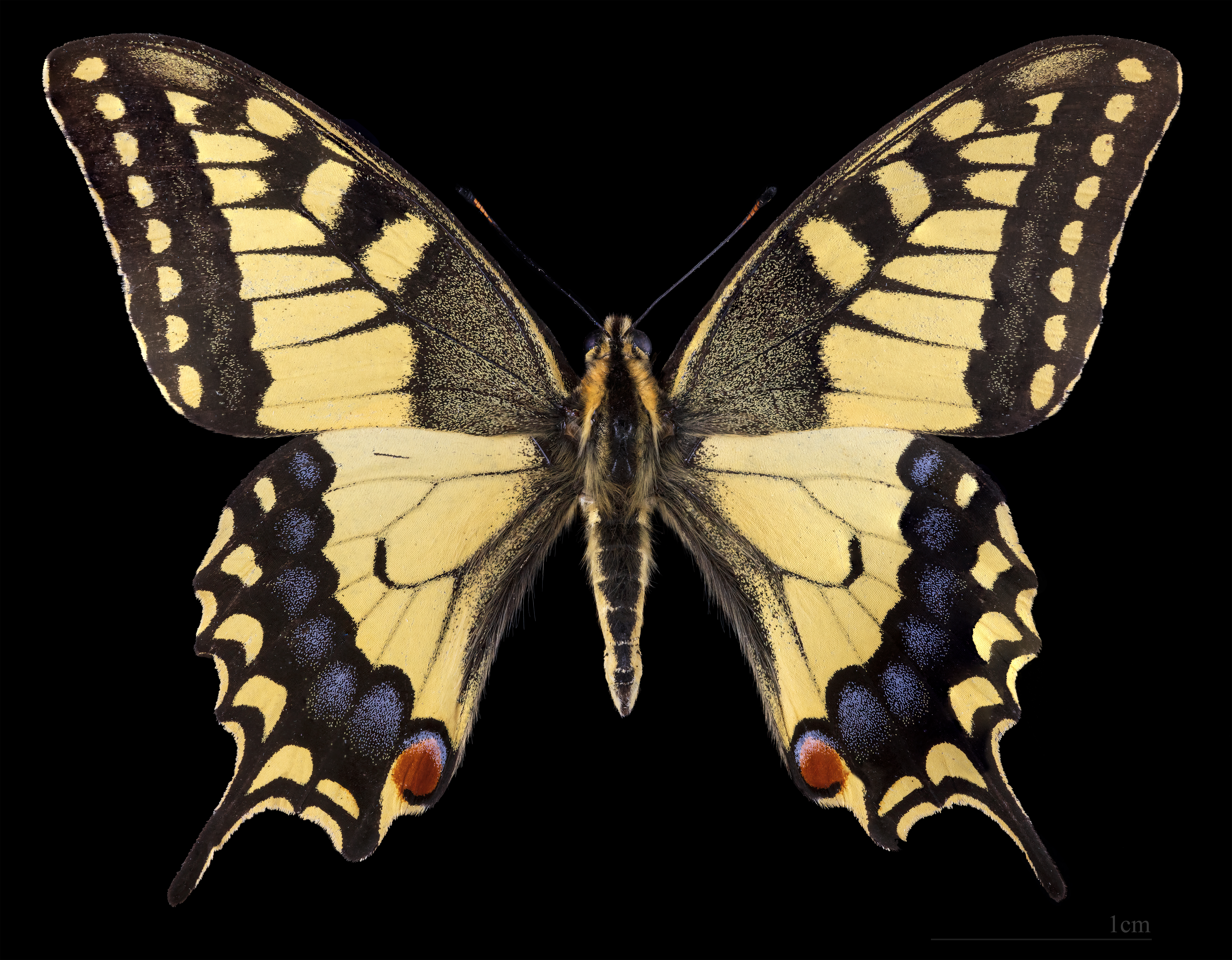
♂
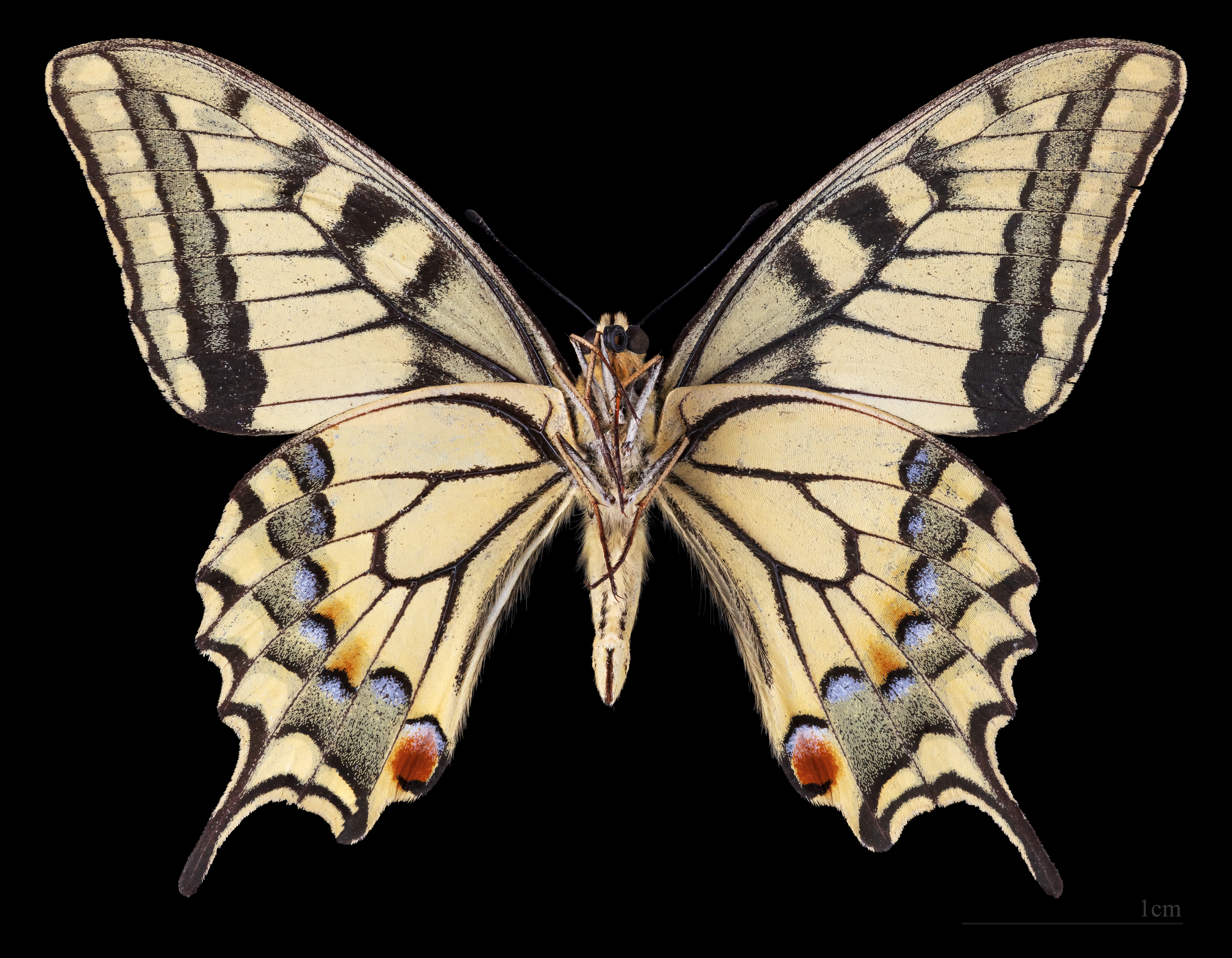
♂ △
♀

## Galeria

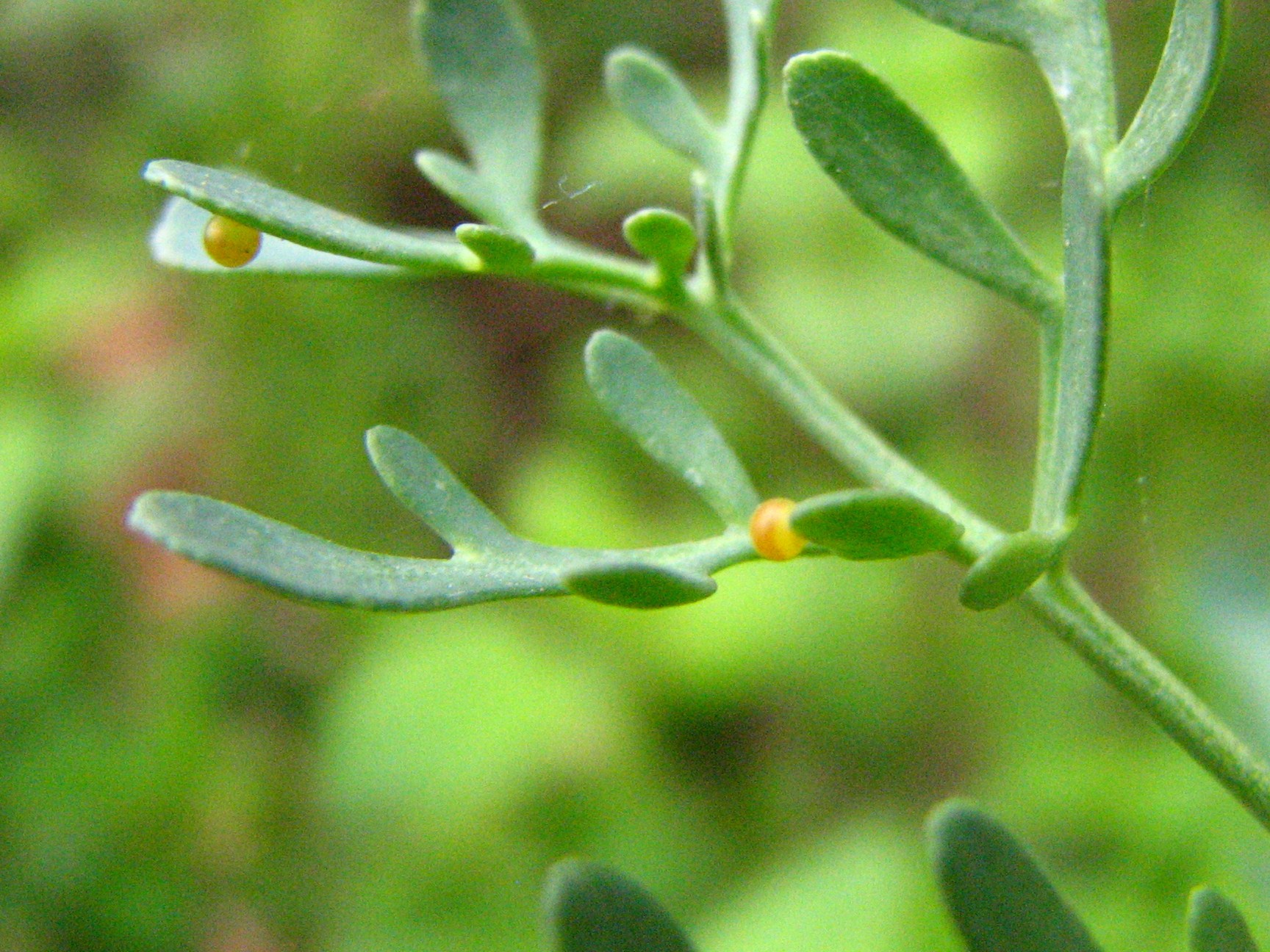
Ous
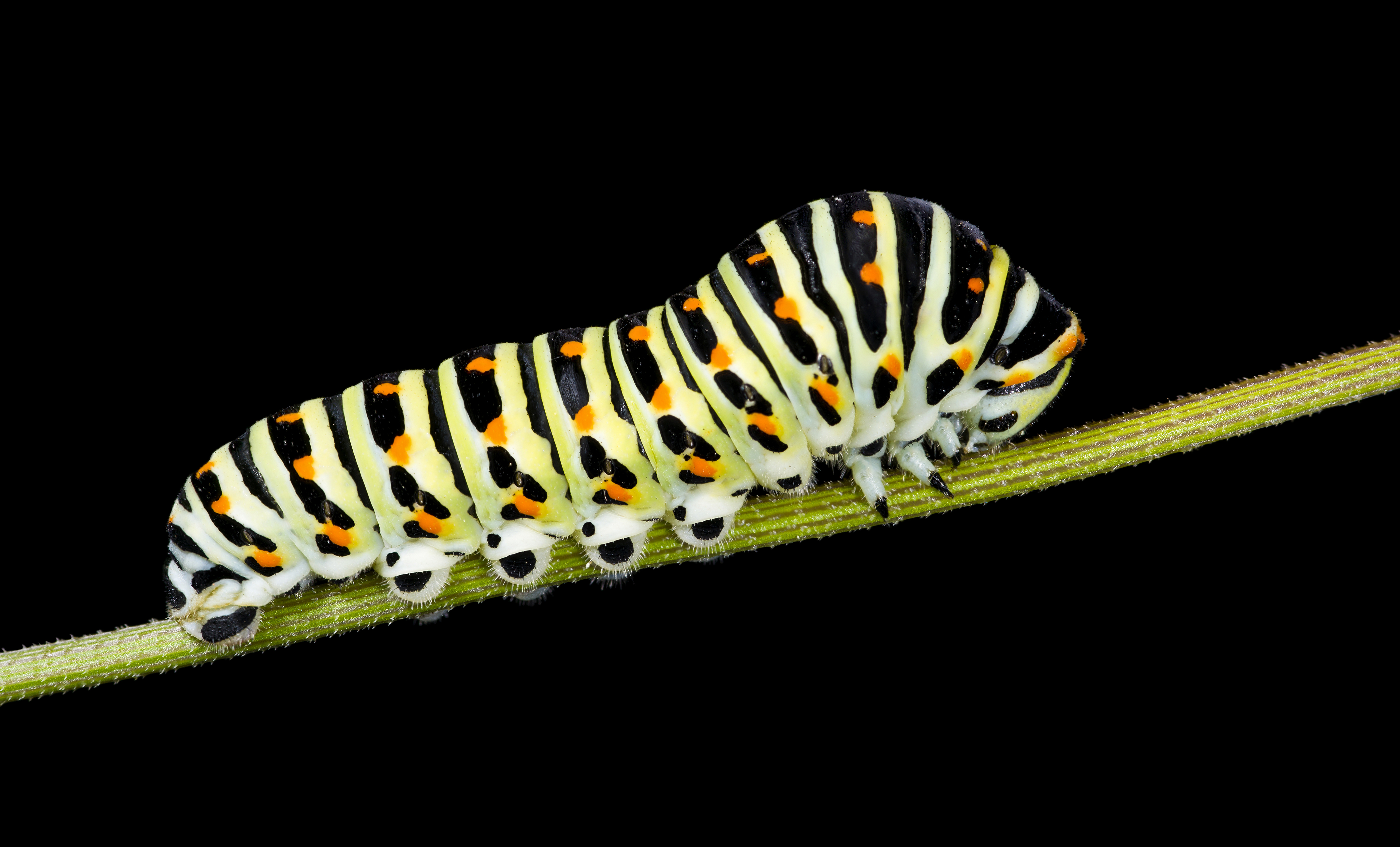
eruga
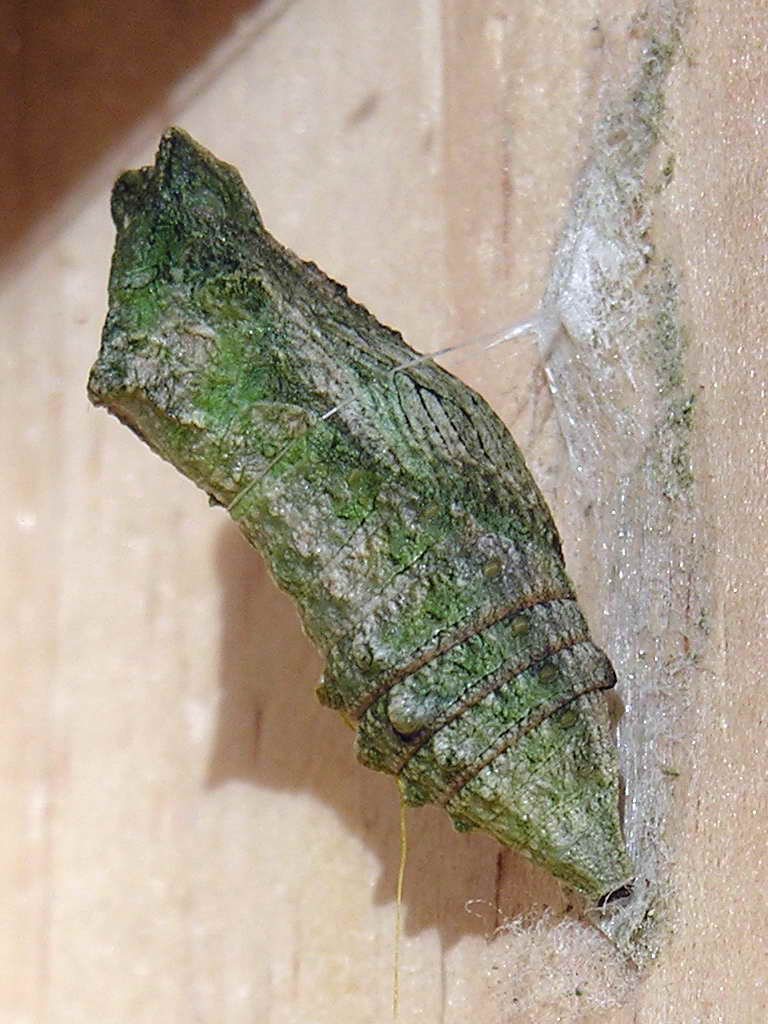
Crisàlide
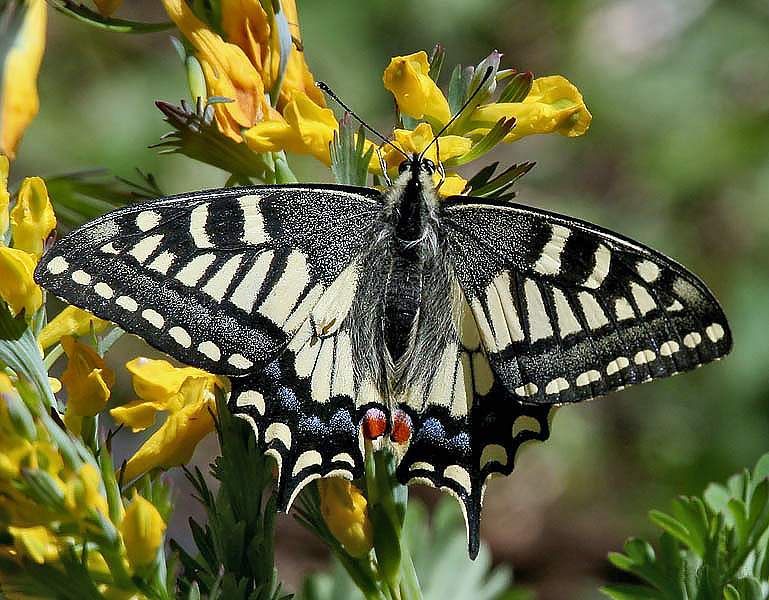
Imago o adult